# 格伦·特纳
格伦·特纳（英語：Glenn Turner，1984年5月1日—），澳大利亚男子曲棍球运动员。他曾代表澳大利亚国家队参加2012年和2016年夏季奥林匹克运动会曲棍球比赛，其中2012年奥运会获得一枚铜牌。